# 67e cérémonie des Grammy Awards
La 67e cérémonie annuelle des Grammy Awards a lieu le 2 février 2025 à la Crypto.com Arena à Los Angeles. Elle récompense les meilleurs enregistrements, compositions et artistes de l'année, du 16 septembre 2023 au 30 août 2024. Les nominations ont été annoncées lors d'une diffusion virtuelle en direct le 8 novembre 2024.

## Palmarès
Le gagnant est indiqué en gras.

### Général
Album de l'année
- Cowboy Carter – Beyoncé
  - New Blue Sun – André 3000
  - Short n' Sweet – Sabrina Carpenter
  - Brat – Charli XCX
  - Djesse Vol. 4 – Jacob Collier
  - Hit Me Hard and Soft – Billie Eilish
  - The Rise and Fall of a Midwest Princess – Chappell Roan
  - The Tortured Poets Department – Taylor Swift

Enregistrement de l'année
- Not Like Us – Kendrick Lamar
  - Now and Then – The Beatles
  - Texas Hold 'Em – Beyoncé
  - Espresso – Sabrina Carpenter
  - 360 – Charli XCX
  - Birds of a Feather – Billie Eilish
  - Good Luck, Babe! – Chappell Roan
  - Fortnight – Taylor Swift featuring Post Malone

Chanson de l'année
- Not Like Us – Kendrick Lamar
  - A Bar Song – Shaboozey
  - Birds of a Feather – Billie Eilish
  - Die with a Smile – Lady Gaga feat Bruno Mars
  - Fortnight – Taylor Swift featuring Post Malone
  - Good Luck, Babe! – Chappell Roan
  - Please Please Please – Sabrina Carpenter
  - Texas Hold 'Em – Beyoncé

Meilleur nouvel artiste
- Chappell Roan
  - Benson Boone
  - Sabrina Carpenter
  - Doechii
  - Khruangbin
  - Raye
  - Shaboozey
  - Teddy Swims

### Pop/Dance/Électronique
Meilleure prestation pop solo
- Espresso – Sabrina Carpenter
  - Bodyguard – Beyoncé
  - Apple – Charli XCX
  - Birds of a Feather – Billie Eilish
  - Good Luck, Babe! – Chappell Roan

Meilleure prestation vocale pop d'un duo ou groupe
- Die with a Smile – Lady Gaga featuring Bruno Mars 
  - Us – Gracie Abrams featuring Taylor Swift
  - Levii's Jeans – Beyoncé featuring Post Malone
  - Guess – Charli XCX featuring Billie Eilish
  - The Boy Is Mine - Ariana Grande feat. Brandy Norwood & Monica

Meilleur album vocal pop
- Short n'Sweet – Sabrina Carpenter
  - The Tortured Poets Department – Taylor Swift
  - eternal sunshine – Ariana Grande
  - Chappell Roan The Rise And Fall Of A Midwest Princess – Chappell Roan
  - Hit Me Hard and Soft – Billie Eilish

Meilleur enregistrement pop/dance
- Von dutch – Charli XCX
  - Make You Mine – Madison Beer
  - L’amour de ma vie [Over now extended edit] – Billie Eilish
  - yes, and? – Ariana Grande
  - Got Me Started – Troye Sivan

Meilleur enregistrement dance/Électronique
- Neverender – Justice feat. Tame Impala
  - She's Gone, Dance On – Disclosure
  - Loved – Four Tet
  - leavemealone – Fred Again.. featuring Baby Keem
  - Witchy – Kaytranada featuring Childish Gambino

Meilleur album dance/Électronique
- Brat – Charli XCX
  - Three – Four Tet
  - Hyperdrama – Justice
  - Timeless – Kaytranada
  - Telos – Zedd

### Rock, Metal et Alternative
Meilleure prestation rock
- Now and Then – The Beatles
  - Beautiful People (Stay High) – The Black Keys
  - The American Dream Is Killing Me – Green Day
  - Gift Horse – IDLES
  - Dark Matter – Pearl Jam
  - Broken Man – St. Vincent

Meilleure prestation metal
- Mea Culpa (Ah! Ça ira!) – Gojira avec Marina Viotti et Victor Le Masne 
  - Crown of Horns – Judas Priest
  - Suffocate – Knocked Loose featuring Poppy
  - Screaming Suicide – Metallica
  - Cellar Door – Spiritbox

Meilleure chanson rock
- Broken Man – Annie Clark
  - Beautiful People (Stay High) – Dan Auerbach & Patrick Carney & Beck Hansen & ra
  - Dark Matter – Jeff Ament & Matt Cameron & Stone Gossard & Mike McCready & Eddie Vedder & Andrew Watt
  - Dilemma – Billie Joe Armstrong & Tré Cool & Mike Dirnt
  - Gift Horse – Jon Beavis & Mark Bowen & Adam Devonshire & Lee Kiernan & Joe Talbot

Meilleur album rock
- Hackney Diamonds — The Rolling Stones
  - Happiness Bastards – The Black Crowes
  -  Romance – Fontaines D.C.
  - Saviors – Green Day
  - TANGK – IDLES
  - Dark Matter – Pearl Jam
  - No Name — Jack White

Meilleure prestation de musique alternative
- Flea — St. Vincent
  - Neon Pill — Cage The Elephant
  - Song Of The Lake — Nick Cave & The Bad Seeds
  - Starburster — Fontaines D.C.
  - BYE BYE — Kim Gordon

Meilleur album de musique alternative
- All Born Screaming — St. Vincent
  - Wild God — Nick Cave & The Bad Seeds
  - Charm — Clairo
  - The Collective — Kim Gordon
  - What Now — Brittany Howard

### R&B, Rap
Meilleure prestation R&B
- Made For Me (Live On BET) — Muni Long
  - ICU – Coco Jones
  - Residual – Chris Brown
  - Guidance" — Jhené Aiko
  - "Here We Go (Uh Oh) — Coco Jones
  - Saturn – SZA

Meilleure prestation vocale R&B traditionnel
- That's You — Lucky Daye
  - Wet — Marsha Ambrosius
  - Can I Have This Groove — Kenyon Dixon
  - No Lie — Lalah Hathaway featuring Michael McDonald
  - Make Me Forget — Muni Long

Meilleure chanson R&B
- Saturn — Rob Bisel, Cian Ducrot, Carter Lang, Solána Rowe, Jared Solomon & Scott Zhang
  - After Hours — Diovanna Frazier, Alex Goldblatt, Kehlani Parrish, Khris Riddick-Tynes & Daniel Upchurch
  - Burning — Ronald Banful & Temilade Openiyi
  - Here We Go (Uh Oh) — Sara Diamond, Sydney Floyd, Marisela Jackson, Courtney Jones, Carl McCormick & Kelvin Wooten
  - Ruined Me — Jeff Gitelman, Kareen Lomax, Priscilla Renea & Kevin Theodore

Meilleur album R&B progressif
- So Glad to Know You — Avery*Sunshine
- Why Lawd? — NxWorries (Anderson .Paak & Knxwledge)
  - En Route — Durand Bernarr
  - Bando Stone & the New World — Childish Gambino
  - Crash — Kehlani

Meilleur album R&B
- 11:11 (Deluxe) — Chris Brown
  - Vantablack — Lalah Hathaway
  - Revenge — Muni Long
  - Algorithm — Lucky Daye
  - Coming home — Usher

Meilleure performance rap
- Not Like Us — Kendrick Lamar
  - Enough (Miami) — Cardi B
  - When The Sun Shines Again" — Common & Pete Rock featuring Posdnuos
  - Nissan Altima — Doechii
  - Houdini — Eminem
  - Like That — Future & Metro Boomin featuring Kendrick Lamar
  - Yeah Glo! — GloRilla

Meilleure performance Rap mélodique
- 3:AM — Rapsody featuring Erykah Badu
  - Kehlani — Jordan Adetunji featuring Kehlani
  - Spaghettii — Beyoncé featuring Linda Martell & Shaboozey
  - We Still Don't Trust You — Future & Metro Boomin featuring The Weeknd
  - Big Mama — Latto

Meilleure chanson rap
- Not Like Us — Kendrick Lamar
  - Asteroids — Marlanna Evans
  - Carnival — Jordan Carter, Raul Cubina, Grant Dickinson, Samuel Lindley, Nasir Pemberton, Dimitri Roger, Ty Dolla $ign, Kanye West & Mark Carl Stolinski Williams
  - Like That — Kendrick Lamar, Kobe "BbyKobe" Hood, Leland Wayne & Nayvadius Wilburn
  - Yeah Glo! — Ronnie Jackson, Jaucquez Lowe, Timothy McKibbins, Kevin Andre Price, Julius Rivera III & Gloria Woods

Meilleur album rap
- Alligator Bites Never Heal — Doechii
  - Might Delete Later — J. Cole
  - The Auditorium, Vol. 1 — Common & Pete Rock
  - The Death Of Slim Shady (Coup De Grâce) — Eminem
  - We Don't Trust You — Future & Metro Boomin

Meilleur album de poésie parlée
- The Heart, The Mind, The Soul — Tank and The Bangas
  - Civil writes: The South Got Something To Say — Queen Sheba
  - Concrete & wHiskey Act II Part 1: A Bourbon 30 Series — Omari Hardwick
  - Good M.U.S.I.C. Universe Sonic Sinema Episode 1: In The Beginning Was The Word — Malik Yusef
  - The Seven Number Ones — Mad Skillz

### Country & American Roots
Meilleure prestation solo country
- It Takes a Woman – Chris Stapleton
  - 16 Carriages – Beyoncé
  - I Am Not Okay'– Jelly Roll
  - The Architect – Kacey Musgraves
  - A Bar Song (Tipsy) – Shaboozey

Meilleure prestation country en duo/groupe
- II Most Wanted – Beyoncé and Miley Cyrus
  - Cowboys Cry Too – Kelsea Ballerini and Noah Kahan
  - Break Mine – Brothers Osborne
  - Bigger Houses – Dan + Shay
  - I Had Some Help – Post Malone featuring Morgan Wallen

Meilleure chanson country
- The Architect – Kacey Musgraves
  - A Bar Song (Tipsy) – Shaboozey
  - I Am Not Okay – Jelly Roll
  - I Had Some Help – Post Malone featuring Morgan Wallen
  - Texas Hold 'Em – Beyoncé

Meilleur album country
- Cowboy Carter – Beyoncé
  - F-1 Trillion – Post Malone
  - Deeper Well – Kacey Musgraves
  - Higher – Chris Stapleton
  - Whirlwind – Lainey Wilson

Meilleure prestation American Roots
- Lighthouse – Sierra Ferrell
  - Blame It on Eve – Shemekia Copeland
  - Nothing in Rambling – The Fabulous Thunderbirds featuring Bonnie Raitt, Keb' Mo', Taj Mahal & Mick Fleetwood
  - The Ballad of Sally Anne – Rhiannon Giddens

Meilleure prestation Americana
- American Dreaming – Sierra Ferrell
  - Ya Ya – Beyoncé
  - Subtitles – Madison Cunningham
  - Don't Do Me Good – Madi Diaz featuring Kacey Musgraves
  - Runaway Train – Sarah Jarosz
  - Empty Trainload of Sky – Gillian Welch & David Rawlings

Meilleure chanson American Roots
- American Dreaming – Sierra Ferrell
  - Ahead of the Game – Mark Knopfler
  - All in Good Time – Iron & Wine featuring Fiona Apple
  - All My Friends – Aoife O'Donovan
  - Blame It on Eve – Shemekia Copeland

Meilleur album Americana
- Trail of Flowers – Sierra Ferrell
  - The Other Side – T Bone Burnett
  - $10 Cowboy – Charley Crockett
  - Polaroid Lovers – Sarah Jarosz
  - No One Gets Out Alive – Maggie Rose
  - Tigers Blood – Waxahatchee

Meilleur album Bluegrass
- Live Vol. 1 – Billy Strings
  - I Built a World – Bronwyn Keith-Hynes
  - Songs of Love and Life – The Del McCoury Band
  - No Fear – Sister Sadie
  - Earl Jam – Tony Trischka
  - Dan Tyminski: Live from the Ryman – Dan Tyminski

Meilleur album traditionnel Blues
- Swingin' Live at The Church in Tulsa – The Taj Mahal Sextet
  - Hill Country Love – Cedric Burnside
  - Struck Down – The Fabulous Thunderbirds
  - One Guitar Woman – Sue Foley
  - Sam's Place – Little Feat

Meilleur album contemporain Blues
- Mileage – Ruthie Foster
  - Blues Deluxe Vol. 2 – Joe Bonamassa
  - Blame It On Eve – Shemekia Copeland
  - Friendlytown – Steve Cropper & The Midnight Hour
  - The Fury – Antonio Vergara

Meilleur album Folk
- Woodland – Gillian Welch & David Rawlings
  - American Patchwork Quartet – American Patchwork Quartet
  - Weird Faith – Madi Diaz
  - Bright Future – Adrianne Lenker
  - All My Friends – Aoife O'Donovan

Meilleur album régional Roots
- Kuini – Kalani Pe'a
  - 25 Back to My Roots – Sean Ardoin and Kreole Rock And Soul
  - Live at the 2024 New Orleans Jazz & Heritage Festival – Big Chief Monk Boudreaux & The Golden Eagles featuring J'Wan Boudreaux
  - Live at the 2024 New Orleans Jazz & Heritage Festival – New Breed Brass Band featuring Trombone Shorty
  - Stories from The Battlefield – The Rumble featuring Chief Joseph Boudreaux Jr.

### Latin, Global, African, Reggae & New Age, Ambient ou Chant
Meilleur album de pop latino
- Las Mujeres Ya No Lloran – Shakira
  - Funk Generation – Anitta
  - El Viaje – Luis Fonsi
  - García – Kany García
  - Orquídeas – Kali Uchis

Meilleur album de Música Urbana
- Las Letras Ya No Importan – Residente
  - Nadie Sabe Lo Que Va a Pasar Mañana – Bad Bunny
  - Rayo – J Balvin
  - Ferxxocalipsis – Feid
  - Att. – Young Miko

Meilleur album de rock latino ou de musique alternative 
- ¿Quién Trae las Cornetas? – Rawayana
  - Compita del Destino – El David Aguilar
  - Pa' Tu Cuerpa – Cimafunk
  - Autopoiética – Mon Laferte
  - Grasa – Nathy Peluso

Meilleur album de musique mexicaine
- Boca Chueca, Vol. 1 – Carín León
  - Diamantes – Chiquis
  - Éxodo – Peso Pluma
  - De Lejitos – Jessi Uribe

Meilleur album Tropical Latin
- Alma, Corazón y Salsa (Live at Gran Teatro Nacional) – Tony Succar & Mimy Succar
  - Muevense – Marc Anthony
  - Bailar – Sheila E.
  - Radio Güira – Juan Luis Guerra
  - Vacilón Santiaguero – Kiki Valera

Meilleure performance de musique du monde
- Bemba Colorá – Sheila E. featuring Gloria Estefan & Mimy Succar
  - Raat Ki Rani – Arooj Aftab
  - A Rock Somewhere – Jacob Collier featuring Anoushka Shankar & Varijashree Venugopal
  - Rise – Rocky Dawuni
  - Sunlight to My Soul – Angélique Kidjo featuring Soweto Gospel Choir
  - Kashira – Masa Takumi featuring Ron Korb, Noshir Mody & Dale Edward Chung

Meilleure performance de musique africaine
- Love Me JeJe – Tems
  - Tomorrow – Yemi Alade
  - MMS – Asake & Wizkid
  - Sensational – Chris Brown featuring Davido & Lojay
  - Higher – Burna Boy

Meilleur album de musique du monde
- Alkebulan II – Matt B featuring Royal Philharmonic Orchestra
  - Paisajes – Ciro Hurtado
  - Heis – Rema
  - Historias De Un Flamenco – Antonio Rey
  - Born in the Wild – Tems

Meilleur album de reggae
- Bob Marley: One Love - Music Inspired By The Film (Deluxe) — Divers artistes
  - Take It Easy — Collie Buddz
  - Party With Me — Vybz Kartel
  - Never Gets Late Here — Shenseea
  - Evolution — The Wailers

New Age, Ambient or Chant Album
- Triveni — Wouter Kellerman, Eru Matsumoto & Chandrika Tandon
  - Break of Dawn — Ricky Kej
  - Visions Of Sounds De Luxe — Chris Redding
  - Opus — Ryuichi Sakamoto
  - Chapter II: How Dark It Is Before Dawn — Anoushka Shankar
  - Warriors Of Light — Radhika Vekaria